# Mount Regan
Mount Regan är ett berg i Kanada.   Det ligger i provinsen British Columbia, i den sydvästra delen av landet, 3 700 km väster om huvudstaden Ottawa. Toppen på Mount Regan är 1 976 meter över havet.
Terrängen runt Mount Regan är bergig åt sydväst, men åt nordost är den kuperad.Runt Mount Regan är det glesbefolkat, med 14 invånare per kvadratkilometer.. Det finns inga samhällen i närheten. 
I omgivningarna runt Mount Regan växer i huvudsak barrskog.